# Al Cowlings
Jallen Cedric "A.C." Cowlings (San Francisco, California; 16 de junio de 1947) es un exjugador de fútbol americano estadounidense, recordado por haber protagonizado la huida junto a O. J. Simpson en un Ford Bronco blanco a través de la Interestatal 405 el 17 de junio de 1994.

## Juventud
Cowlings creció en el barrio sanfranciscano de Potrero Hill, en el que fue miembro del Club de Sociales que se reunía en el Centro Comunitario Booker T. Washington. Durante su adolescencia, acudió al instituto Galileo, donde comenzó a jugar al fútbol americano y conoció a su amigo O.J. Simpson. Más tarde, asistió al City College de San Francisco, donde también jugó en el equipo de fútbol.

## Carrera futbolística
Cowlings fue nombrado mejor tackie defensivo después de su último año en USC. En el Draft de la NFL de 1970 fue elegido por los Buffalo Bills en el quinto puesto de la primera ronda, coincidiendo en el equipo con O.J. Simpson. Cowlings se mantendría en Búfalo hasta 1972, cuando cambió Nueva York por Houston (Texas), recalando en los Houston Oilers.
Tras jugar solo 14 partidos, Cowlings fue traspasado, esta vez a Los Angeles Rams. Fue una breve etapa en la que terminó firmando por los Seattle Seahawks. Su carrera deportiva se vio truncada aquí por una lesión. Después de recalar de nuevo en los Rams en 1977, Al Cowlings jugó con los San Francisco 49ers hasta 1979, año en que decidió terminar su carrera profesional. Curiosamente, volvió a coincidir aquí con Simpson, después de casi diez años en los Bills.

## Caso O.J. Simpson

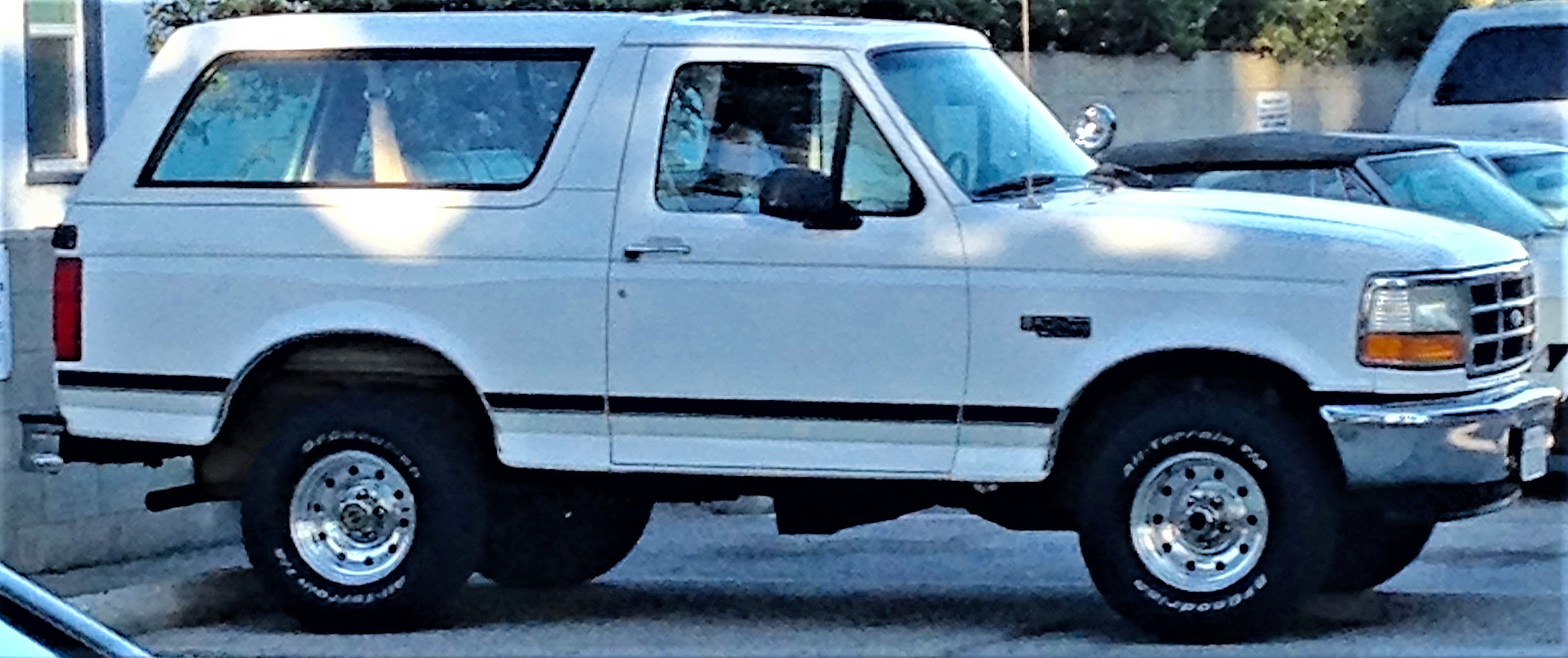
Ford Bronco blanco, similar al que condujo Cowlings.

Cowlings y O.J. Simpson habían coincidido tanto en el equipo de fútbol del Galileo, como en la USC como en su etapa deportiva profesional (primero en los Bills y luego en los 49ers). Con el tiempo se hicieron más cercanos y amigos íntimos.
Cowlings es recordado por el papel que jugó en los primeros momentos del caso O. J. Simpson, al ayudar a escapar a su amigo el 17 de junio de 1994 en un Ford Bronco blanco, protagonizando una persecución a baja velocidad por la policía en la Interestatal 405 de Los Ángeles, retransmitida en directo por televisión, tras los asesinatos de Nicole Brown Simpson y su amigo Ronald Goldman días antes. 
Cowlings, que conducía el coche, afirmó a la policía, a la que llamó desde el móvil del vehículo, que Simpson se apuntaba a la cabeza con un arma, exigiendo a Cowlings que lo llevara a la finca Rockingham de Simpson en Brentwood, o se suicidaría. El impacto mediático de la persecución fue tal que se interrumpió la cobertura de las Finales de la NBA de 1994, siendo vista por aproximadamente 95 millones de personas en los Estados Unidos solamente. 
Durante la persecución, las grabaciones dejaron constancia que Cowlings dijo a la policía: «Mi nombre es AC. ¡Sabes quién soy, maldita sea!». La persecución terminó en la mansión de Simpson, donde este se entregó por la noche, sin focos, a la policía.
Cowlings fue acusado de un delito grave por ayudar a un fugitivo y fue liberado aproximadamente 12 horas después de su detención con una fianza de 250.000 dólares, que, finalmente, se desestimó que no pagara en virtud de la falta de pruebas, según relató el fiscal de distrito Gil Garcetti.

## Vida personal
Cowlings es miembro desde 2009 el Salón de la Fama del equipo de Atletismo de la USC, junto a Junior Seau, Rodney Peete y John Robinson.